# Tele VID
Tele VID (anteriormente conocido como Televida) es un canal de televisión por suscripción colombiano de enfoque religioso católico. Sus operaciones y estudios se encuentra en la ciudad de Medellín y es propiedad de la Fundación Organización VID. 
El canal nació en el año 2000 con el nombre de «Televida», inicialmente como un canal local de señal terrestre abierta con cobertura en el área metropolitana del Valle de Aburra. En el 2006, comienza a transmitir por primera vez su señal abierta por satélite. En 2013 cambia su nombre a «Tele VID» asumiendo la marca VID de la fundación y en 2017 abandona la señal terrestre y se enfoca en transmitir su señal por los operadores de televisión por suscripción, por señal satelital abierta y por las plataformas digitales.

## Historia
A finales de los años 90 la Congregación Mariana de Medellín de la Compañía de Jesús vio la necesidad de crear un canal enteramente católico, por lo cual, solicitó a la Comisión Nacional de Televisión de Colombia (CNTV) la licencia para establecer un canal de televisión local, el proyecto fue aprobado el 5 de mayo de 1999 por dicha entidad y el 26 de octubre de 2000 comenzó a transmitir por primera vez su señal terrestre para la ciudad de Medellín y su Área Metropolitana dentro del canal 42 UHF, surgiendo así el canal Televida. Las primeras oficinas y estudios con los que contó el canal los alquiló en los pisos 3 y 6 de Tele Producciones.
Inicialmente fueron sólo 6 horas de emisión, después fueron 12, luego 14, 16, 17 y 24. En 2003 el canal adquirió su primera la unidad móvil, que le permitió realizar transmisiones desde diversos sitios de la ciudad.
Inicialmente la misa se emitía desde un estudio, pero al ver que muchos feligreses preferían asistir en persona, el canal decide construir un pequeño templo para tal fin y en 2005 se construye la «Capilla del Señor Jesús», desde la cual se celebran las eucaristías diarias a las 7:00 a. m. y ahora todos los telespectadores pueden acudir personalmente.
En 2006, el canal lanzó su primer sitio web, y en ese mismo año, comienza a transmitir por primera vez su señal abierta por satélite, inicialmente fue en el Satélite NSS 806, lo que permitió que la señal se extienda internacionalmente y pueda ser vista en toda Colombia, en casi todo el continente americano, en España y Portugal.
En 2009 el Instituto Colombiano de Normas Técnicas y Certificación (ICONTEC) otorga la certificación ISO NCT9001:2008 al Canal Televida, además, en este mismo año el canal comienza procesos de medición audiencia televisiva con el principal auditor de audiencias y consumo de medios de comunicación masivos en Colombia, el primer estudio general de medios (EGM) reportó una audiencia diaria en Medellín de 93.000 telespectadores.
Para 2010 el EGM reportó en el mes de agosto 183.000 telespectadores diarios en Medellín con un crecimiento del 100% de su sintonía con respecto a 2009. En ese año los periodistas Víctor Hugo Deossa Rojas y Waldir Ochoa Guzmá ganaron el Premio de Periodismo Rey de España por "La Verdad", un reportaje emitido en el programa "La línea", del Canal Televida, el 22 de abril de 2010.
Para 2011 Televida alcanzó destacados niveles de audiencia en el EGM, con un aumento de hasta 193.000 telespectadores, sobrepasando los 183.000 del 2010. En 2012 la audiencia crece un 13%, alcanzando unos 219.200 telespectadores diarios en Medellín. El canal se ubicó por primera vez en el décimo lugar entre 121 canales regionales, nacionales e internacionales. La mayoría de los televidentes son mujeres con un 68% de participación, lo que equivale en 159 056 telespectadoras.
El 6 de marzo de 2013, las 13 obras (empresas) de la Congregación Mariana quedaron agrupadas en la Fundación Organización VID, por lo cual para mostrar unidad institucional, todas adoptaron la marca VID en sus nombres, Televida se convirtió en Tele VID, la Clínica Cardiovascular es ahora Clínica Cardio VID, etc.
En 2014 el canal implementa la señal HD, formato óptimo de resolución televisiva. En 2015, Tele VID disponía de 19 programas propios y 4 micro-programas, en las franjas espiritual, familia y salud, y entretenimiento.
Desde el 2008 en Colombia se comenzó a impulsar la Televisión Digital Terrestre (TDT) para reemplazar la señal analógica, la cual estaba programada para comenzar su apagón desde 2017 por diferentes regiones del país. Cuando llegó el tiempo de renovar la tecnología de transmisión digital, Tele VID realizó varios análisis de audiencia para medir la señal abierta y el impacto fue mínimo, dando como resultado que el 15 de enero de 2017 apagaron la señal del transmisor analógico y entregaron la licencia de señal abierta.
Desde entonces el canal se enfocó en transmitir su señal por medio de los operadores de televisión por suscripción, por señal satelital abierta (satélite: SES-6) y por las plataformas digitales. Es en este último segmento donde más se ha enfocado el canal y en donde más ha crecido. Para el año 2021, contaba en YouTube con 1.380.000 suscriptores y en Facebook con 2.500.000 millones de seguidores, en especial en Colombia, México y Estados Unidos. Para el año 2024 alcanzó los 2.000.000 de suscriptores en YouTube, además, la transmisión diaria de la eucaristía en esa plataforma cuenta con un promedio de 120.000 de vistas diarias. Los domingos el alcance de visualizaciones supera las 170.000. En Facebook tiene 2.600.000 seguidores, en X (antigua Twitter) tiene 16.200 seguidores, mientras que en Instagram suman 118.000 suscriptores. Los países que aportan mayor audiencia son Colombia, México, Estados Unidos, Perú y Ecuador, pero naciones tan distantes como Australia, Angola, India, Emiratos Árabes Unidos y Bulgaria también aportan audiencia.
En la actualidad tiene acuerdos con Radio María Colombia y Familia Mundial de Radio María para la emisión de programación de índole católico y religioso.

## Programación
El canal define su programación como sana, entretenida y constructiva, basada en valores.

## Directores
- Juan Carlos Greiffenstein Arango (2024-presente)